# Best of Bowie
Best of Bowie è una raccolta del cantautore britannico David Bowie, pubblicata il 22 ottobre 2002 dalla EMI. Contiene i maggiori successi registrati dal cantante tra il 1969 e il 2002. Ne esistono ventuno versioni, una per ogni zona in cui è stato pubblicato il disco.

## Tracce
Testi e musiche di David Bowie, eccetto dove annotato.
CD 1
1. Space Oddity (da Space Oddity, 1969) – 5:15
2. The Man Who Sold the World (da The Man Who Sold the World, 1970) – 3:55
3. Oh! You Pretty Things (da Hunky Dory, 1971) – 3:12
4. Changes (da Hunky Dory, 1971) – 3:33
5. Life on Mars? (da Hunky Dory, 1971) – 3:48
6. Starman (da The Rise and Fall of Ziggy Stardust and the Spiders from Mars, 1972) – 4:16
7. Ziggy Stardust (da The Rise and Fall of Ziggy Stardust and the Spiders from Mars, 1972) – 3:13
8. Suffragette City (da The Rise and Fall of Ziggy Stardust and the Spiders from Mars, 1972) – 3:25
9. John, I'm Only Dancing (1972) – 2:43
10. The Jean Genie (da Aladdin Sane, 1973) – 4:08
11. Drive-In Saturday (da Aladdin Sane, 1973) – 4:36
12. Sorrow (Bob Feldman, Jerry Goldstein, Richard Gottehrer) (da Pin Ups, 1973) – 2:53
13. Diamond Dogs (da Diamond Dogs, 1974) – 6:05
14. Rebel Rebel (da Diamond Dogs, 1974) – 4:30
15. Young Americans (da Young Americans, 1975) – 3:16
16. Fame (David Bowie, Carlos Alomar, John Lennon) (da Young Americans, 1975) – 4:17
17. Golden Years (single version, 1975) – 3:22
18. TVC 15 (da Station to Station, 1976) – 5:33
19. Wild Is the Wind (Dimitri Tiomkin, Ned Washington) (da Station to Station, 1976) – 6:02

CD 2
1. Sound and Vision (da Low, 1977) – 3:00
2. Heroes (Bowie, Brian Eno) (single version) (da "Heroes" 1977) – 3:32
3. Boys Keep Swinging (Bowie, Eno) (da Lodger, 1979) – 3:18
4. Under Pressure (Bowie, Freddie Mercury, Brian May, John Deacon, Roger Taylor) (con i Queen, 1981) – 4:02
5. Ashes to Ashes (single version) (da Scary Monsters (and Super Creeps) 1980) – 3:38
6. Fashion (single version) (da Scary Monsters (and Super Creeps) 1980) – 3:23
7. Scary Monsters (and Super Creeps) (single version) (Scary Monsters (and Super Creeps) 1981) – 3:27
8. Let's Dance (single version) (da Let's Dance, 1983) – 4:07
9. China Girl (Bowie, Jim Osterberg) (single version) (da Let's Dance, 1983) – 4:18
10. Modern Love (single version) (da Let's Dance, 1983) – 3:56
11. Blue Jean (da Tonight, 1984) – 3:12
12. This Is Not America (con Pat Metheny Group) (da The Falcon and the Snowman 1985) – 3:43
13. Loving the Alien (single version) (da Tonight, 1984) – 4:43
14. Dancing in the Street (Marvin Gaye, William "Mickey" Stevenson, Ivy Jo Hunter) (con Mick Jagger, 1985) – 3:14
15. Absolute Beginners (single version) (dalla colonna sonora del film Absolute Beginners 1986) – 5:39
16. Jump They Say (radio edit) (da Black Tie White Noise 1993) – 3:53
17. Hallo Spaceboy (Bowie, Eno) (Pet Shop Boys remix) (da 1.Outside 1996) – 4:25
18. Little Wonder (Bowie, Reeves Gabrels, Mark Plati) (single version, Earthling 1997) – 3:40
19. I'm Afraid of Americans (Bowie, Eno) (V1 radio edit) (da Earthling 1997) – 4:26
20. Slow Burn (radio edit) (da Heathen 2002) – 3:55

## Il DVD
Contemporaneamente al doppio disco è stato pubblicato un doppio DVD con lo stesso nome che contiene i video musicali del cantante realizzati dal 1972 al 1999 con l'aggiunta di varie apparizioni televisive ed esibizioni in concerto.

## Tracce

### DVD 1
1. Oh! You Pretty Things - live dal The Old Grey Whistle Test, 1972
2. Queen Bitch - live dal The Old Grey Whistle Test, 1972
3. Five Years - live dal The Old Grey Whistle Test, 1972
4. Starman - live da Top of the Pops, 1972
5. John, I'm Only Dancing
6. The Jean Genie
7. Space Oddity
8. Drive-In Saturday - live da Russell Harty plus..., 1973
9. Life on Mars?
10. Ziggy Stardust - da Ziggy Stardust and the Spiders from Mars, 1979
11. Rebel Rebel - live da TopPop, 1974
12. Young Americans - live dal Dick Cavett Show, 1974
13. Be My Wife
14. "Heroes"
15. Boys Keep Swinging
16. DJ
17. Look Back in Anger
18. Ashes to Ashes
19. Fashion
20. Wild is the Wind
21. Let's Dance
22. China Girl (versione censurata)
23. Modern Love
24. Cat People (Putting Out Fire) - live al Pacific Coliseum, Hastings Park, Vancouver, 1983
25. Blue Jean
26. Loving the Alien (versione censurata)
27. Dancing in the Street (feat. Mick Jagger)

### DVD 2
1. Absolue Beginners
2. Underground
3. As the World Falls Down
4. Day-In Day-Out (versione censurata)
5. Time Will Crawl
6. Never Let Me Down
7. Fame '90
8. Jump They Say
9. Black Tie White Noise
10. Miracle Goodnight
11. The Buddha of Suburbia
12. The Hearts Filthy Lesson (versione censurata)
13. Strangers When We Meet
14. Hallo Spaceboy
15. Little Wonder
16. Dead Man Walking
17. Seven Years in Tibet
18. I'm Afraid of Americans
19. Thursday's Child
20. Survive